# Ceirano (azienda)
La accomandita Ceirano GB & C fu una storica azienda automobilistica, fondata nell'ottobre del 1898 da Giovanni Battista Ceirano, Emanuele di Bricherasio, Attilio Calligaris, Pietro Fenoglio e Cesare Goria Gatti.

## La storia

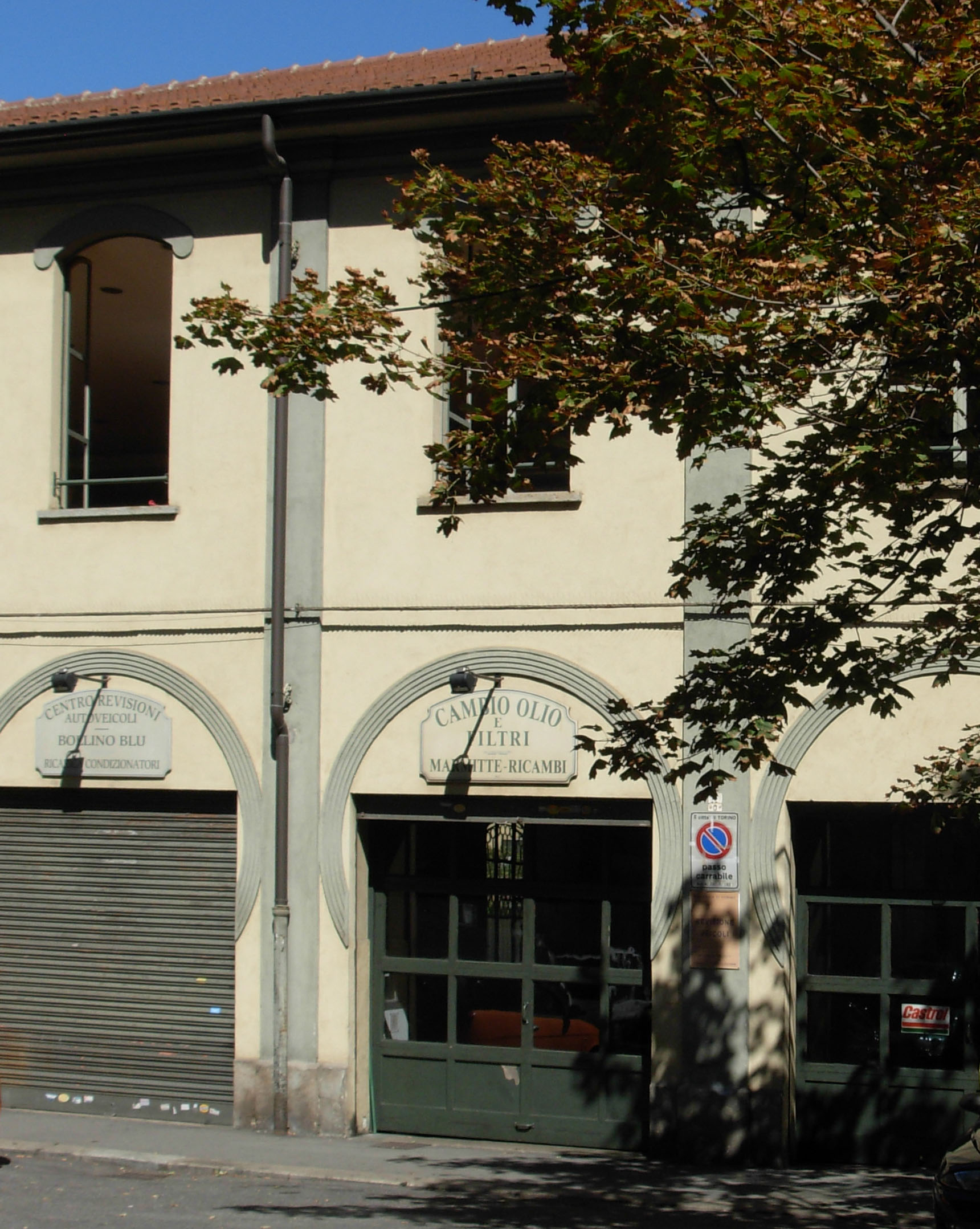
L'edificio che ospitò le prime officine dell'Accomandita Ceirano & C., in corso Raffaello 17

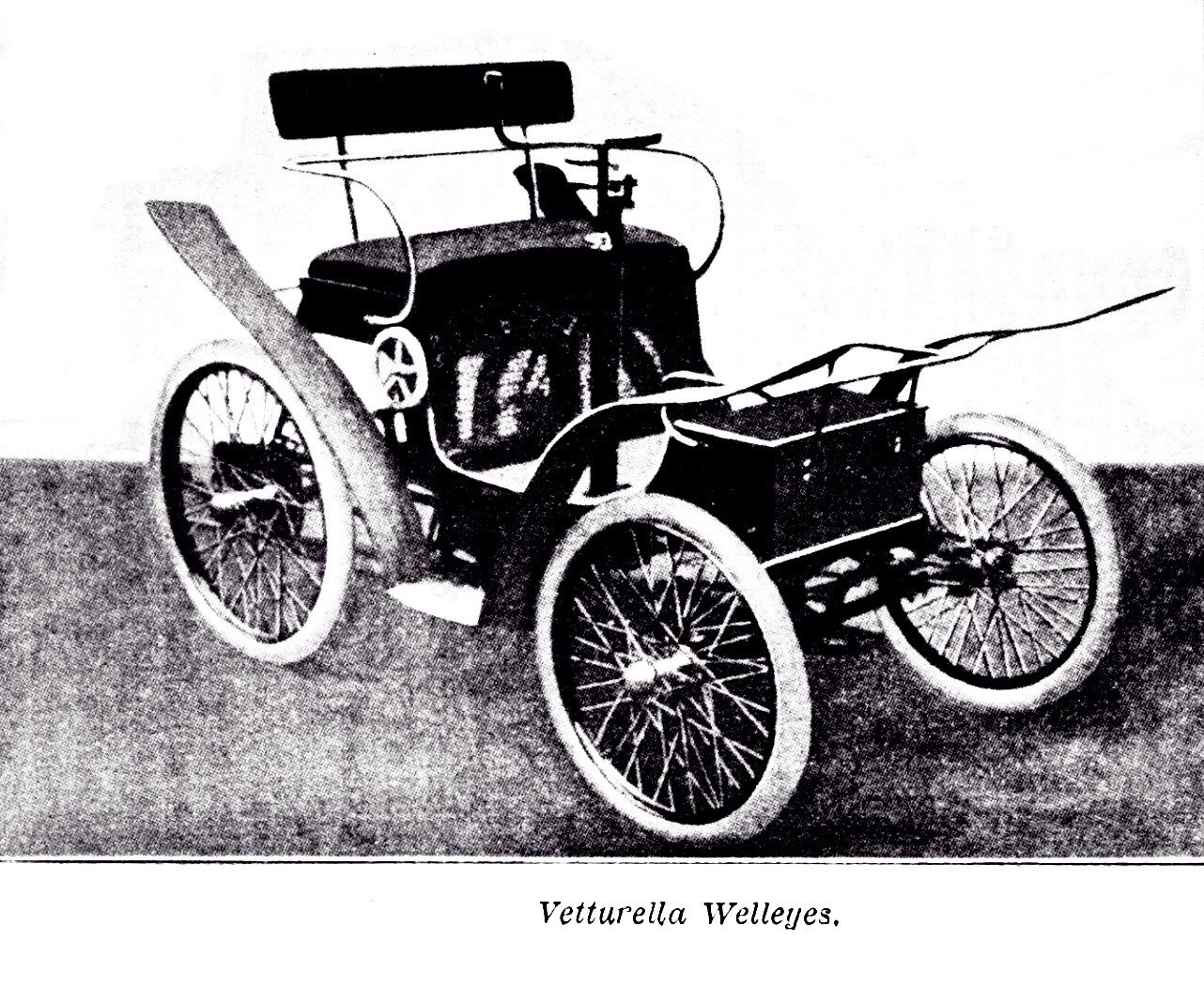
Welleyes (1899).

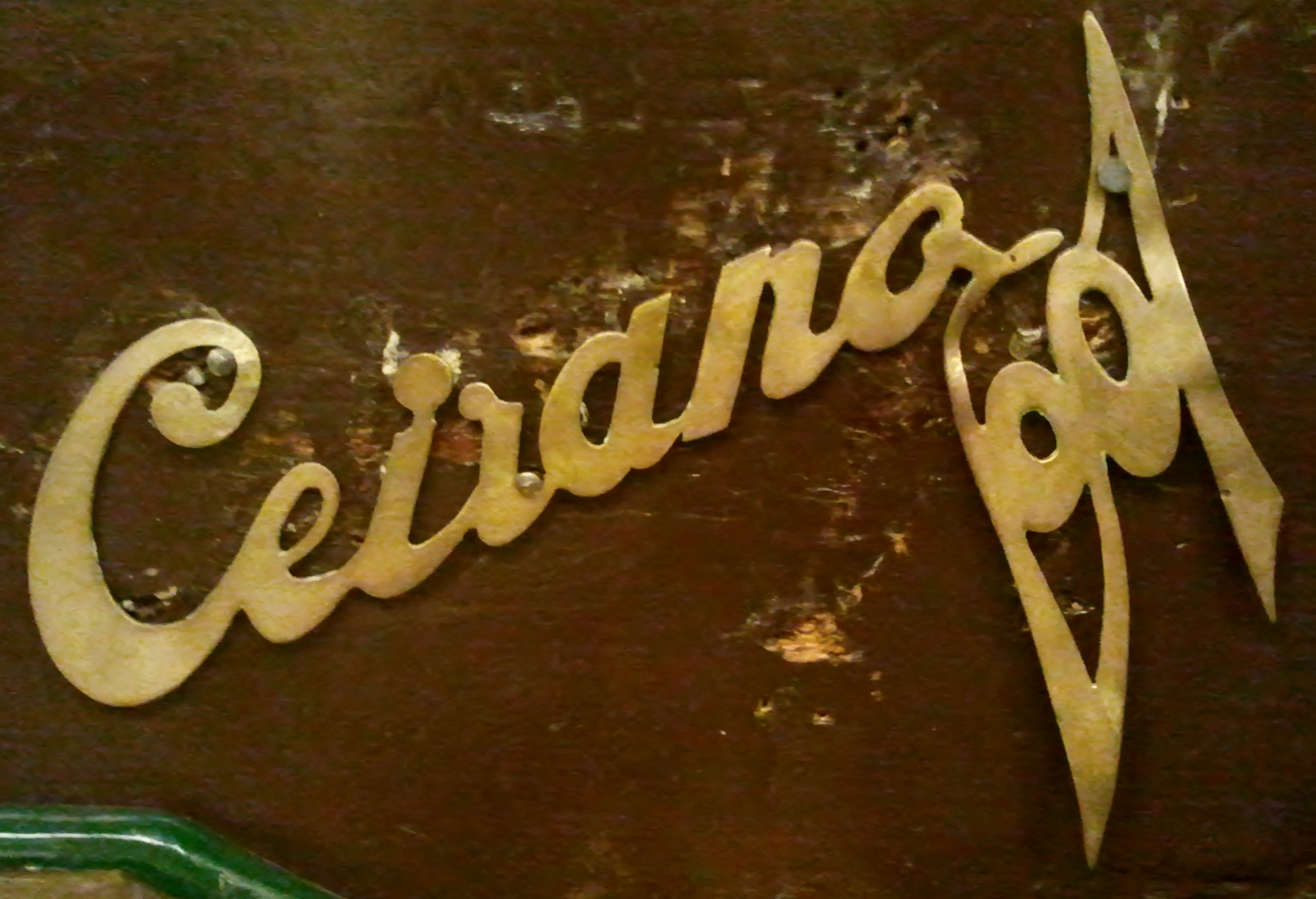
Logo Ceirano 1901 (Ceirano 5 HP Wagonette del 1901)

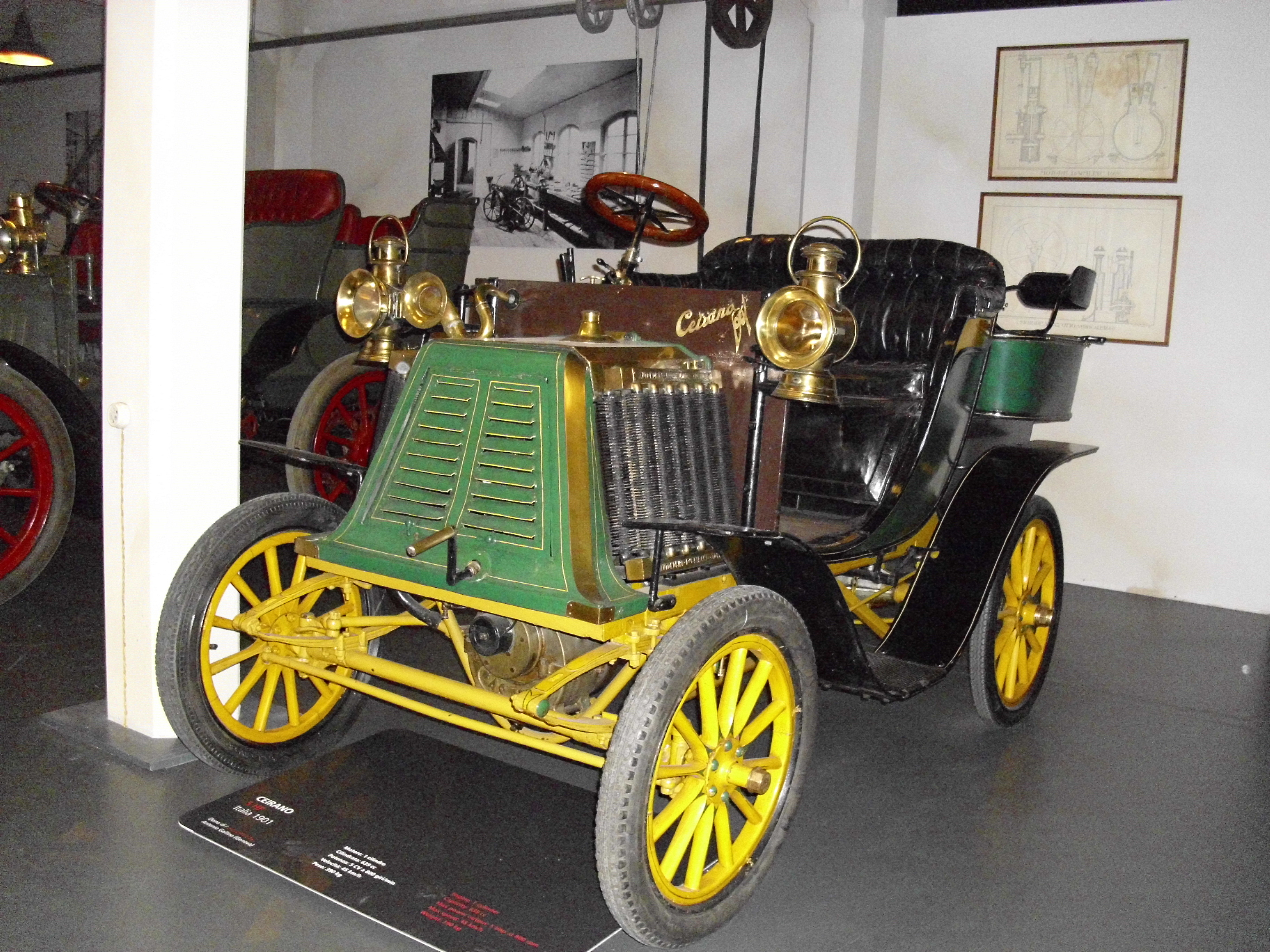
Ceirano 5 HP Wagonette del 1901

La sede della neonata azienda fu fissata a Torino in corso Vittorio Emanuele 9, dove nel 1899 si cominciò a costruire una piccola autovettura a due posti, la Welleyes, progettata dall'ingegnere Aristide Faccioli. Quando la Welleyes fu messa in produzione ci fu un grandissimo successo commerciale per la Ceirano, però i dirigenti si ritrovarono incapaci a far fronte alle ordinazioni della «vetturella». Allora nel mese di luglio dello stesso anno il proprietario della casa torinese, Giovanni Battista Ceirano, decise di cedere gli impianti e brevetti della sua azienda a Giovanni Agnelli.
 Per questo, Ceirano dovette lavorare per un periodo in Fiat, ma nel 1901 la lasciò per rimettersi a lavorare in proprio, insieme a suo fratello Matteo. La collaborazione tra i fratelli termina già nel 1903 quando Matteo lasciò l'azienda e Giovanni Battista insieme all'altro fratello Giovanni fonda la G.G. Fratelli Ceirano. Anche questa avventura durò poco, infatti Giovanni lasciò il fratello il quale nel 1904 trasforma la società in Ceirano & C. che in seguito sarà ribattezzata STAR o Rapid. Questa fu l'ultima trasformazione in quanto Giovanni Battista morì nel 1912.
La fabbrica venne rilevata dal fratello Giovanni che proseguirà l'attività ancora per qualche anno. Inizialmente la sua società si chiamò Giovanni Ceirano Fabbrica Automobili, poi verrà ribattezzata Ceirano S.A., che fondata nel 1922, si dedicherà alla costruzione di auto da turismo, sport e da corsa. La società però già nel 1923 verrà messa in liquidazione e il marchio verrà ceduto alla SCAT, un'altra società di Giovanni Ceirano. Dal 1923 le vetture pur portando il marchio Ceirano verranno costruite dalla SCAT.

## Le vetture

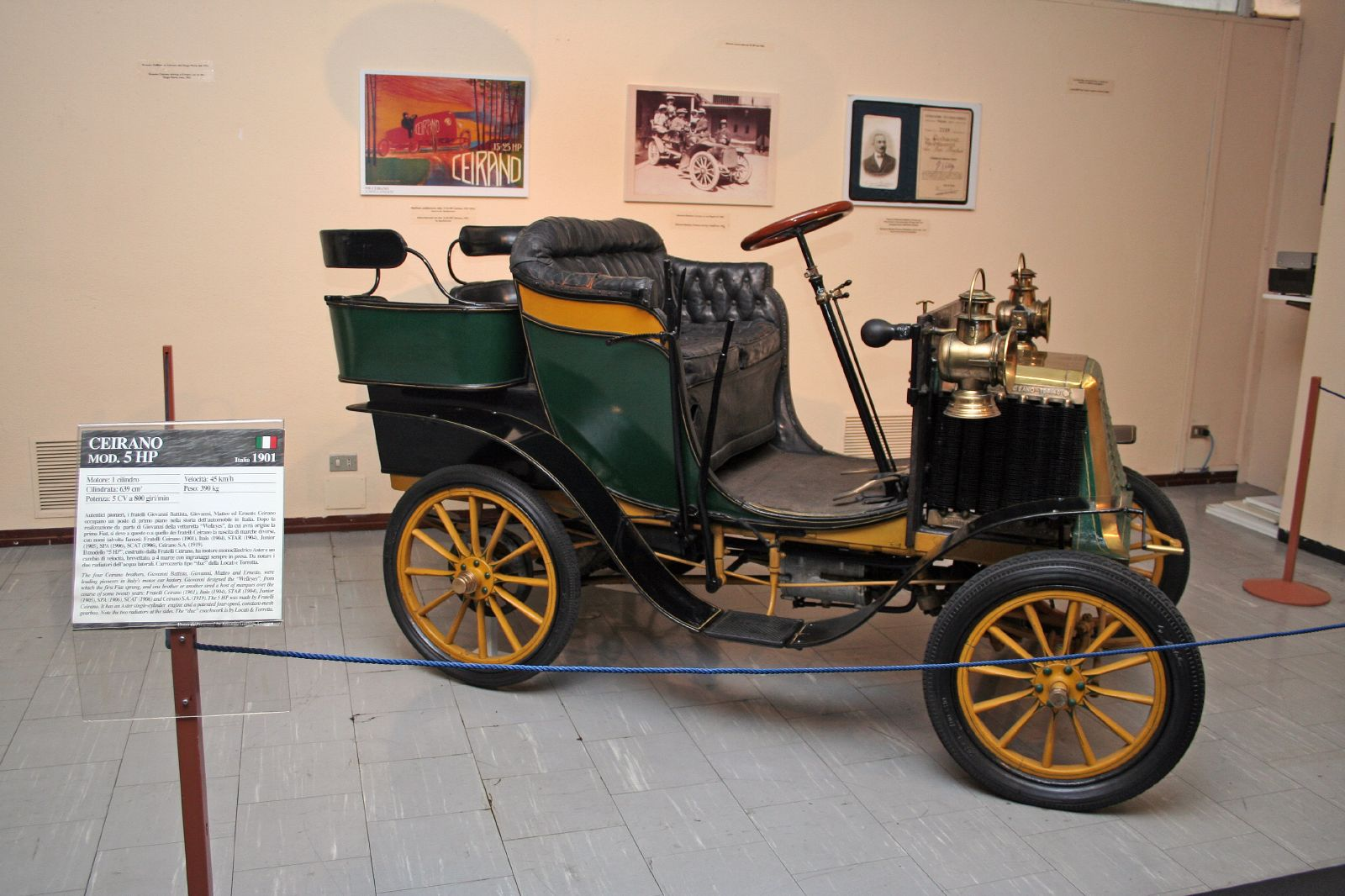
Ceirano 5 HP

### La "Welleyes"
La Welleyes fu presentata il 30 aprile del 1899, fu progettata da Aristide Faccioli, uno dei più geniali ingegneri automobilistici in quell'epoca. La vettura era composta da un motore bicilindrico a disposizione orizzontale di 663 cm³, con una trasmissione a cinghia di cuoio e il cambio a due marce, capace di raggiungere i 35-40 km/h di velocità massima. Da essa derivò il primo modello Fiat, la 3 ½ HP.

### Altri modelli
Altri modelli della Ceirano furono:
- 5 HP: motore monocilindrico Aster o De Dion, cilindrata 639 cm cubici.
- 6-8 HP: Motore anteriore monocilindrico Aster o De Dion 700 cm cubici, cambio 4 marce+retromarcia, freni meccanici sulle ruote posteriori, sospensioni con balestre.
- 16 HP

## Gli autocarri
- Ceirano 47 CM
- Ceirano 50 CM